# (32738) 1978 VT1
1978 في تي 1 (ويعرف أيضًا باسم (32738) 1978 في تي 1 وفق تسمية الكوكب الصغير) (بالإنجليزية: 1978 VT1)‏ هو كويكب ضمن حزام الكويكبات؛ وترتيبه 32738 من حيث الاكتشاف.
اكتُشف هذا الجُرم الفلكي بواسطة Kōichirō Tomita ‏ في 1 نوفمبر 1978.

## وصلات خارجية
- (32738) 1978 VT1 في قاعدة بيانات مختبر الدفع النفاث لأجرام النظام الشمسي الصغيرة

- الاكتشاف · مخطط المدار ·  العناصر المدارية · المعلمات المادية

- (32738) 1978 VT1 على موقع ويكي سكاي: DSS2, SDSS, GALEX, IRAS, Hydrogen α, X-Ray, Astrophoto, Sky Map, Articles and images